# Naundorf (Fichtwald)

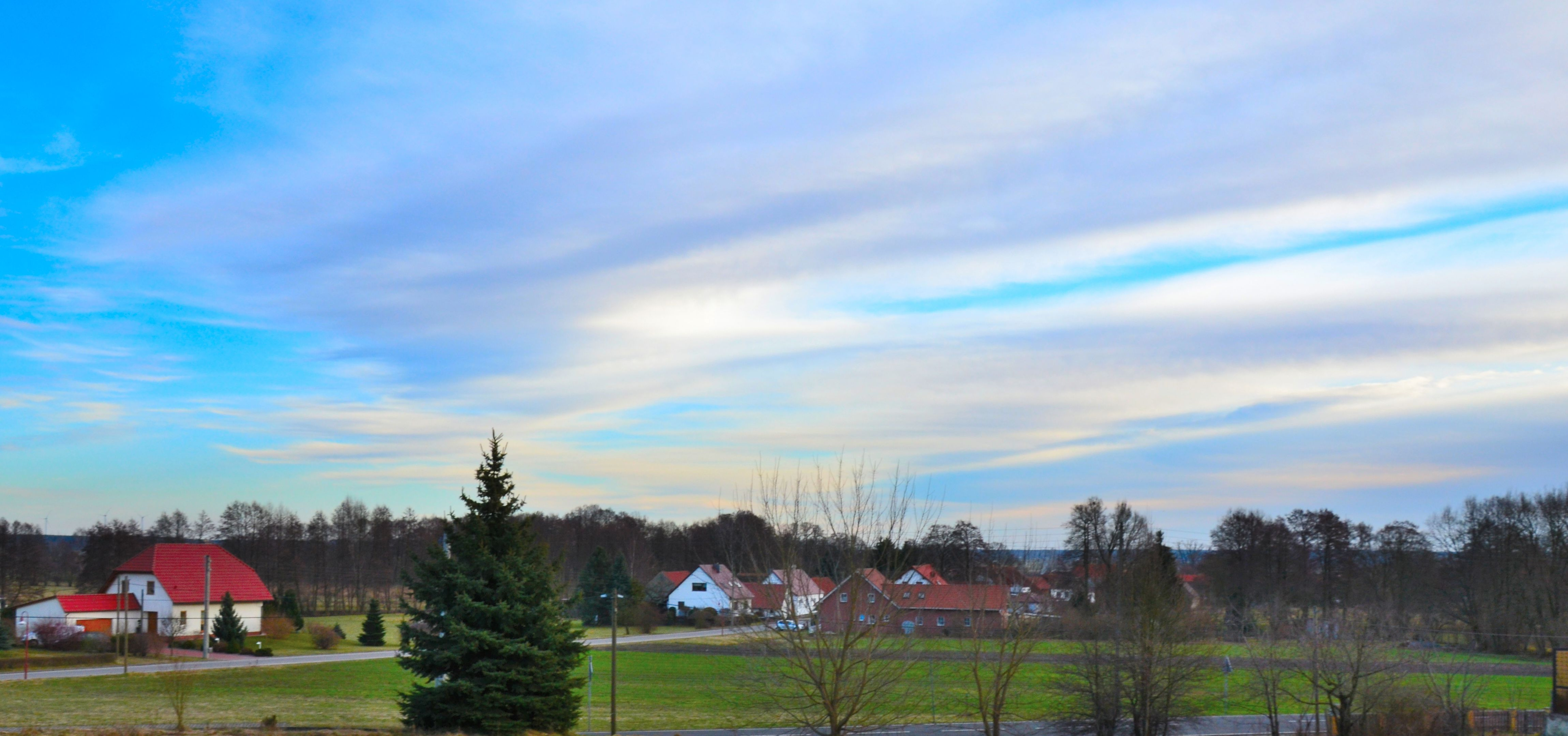
Blick auf Naundorf

Naundorf ist ein Ortsteil der Gemeinde Fichtwald im südbrandenburgischen Landkreis Elbe-Elster. Er befindet sich etwa fünf Kilometer nordöstlich der Stadt Schlieben an der Bundesstraße 87.

## Geschichte

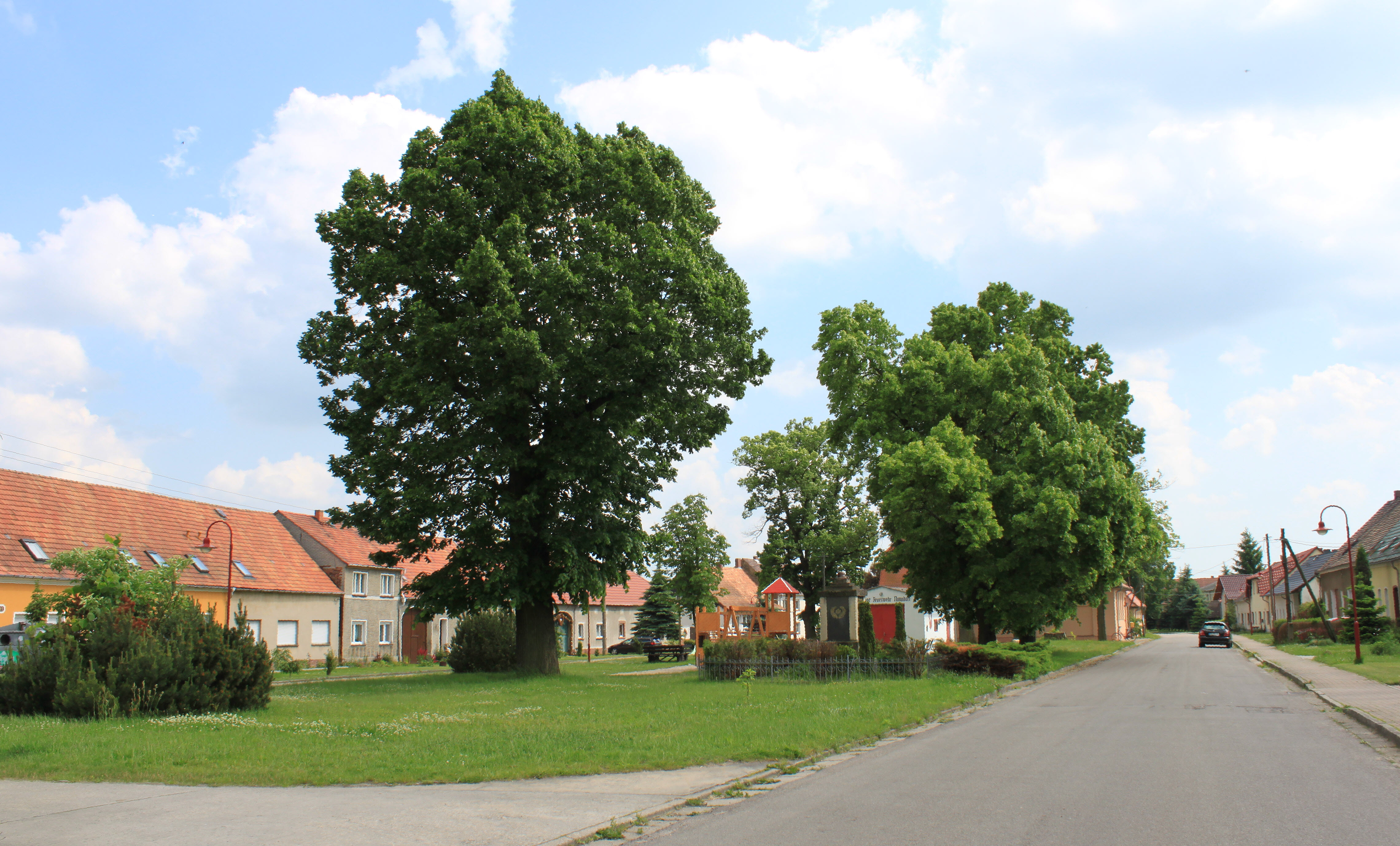
Dorfanger von Naundorf

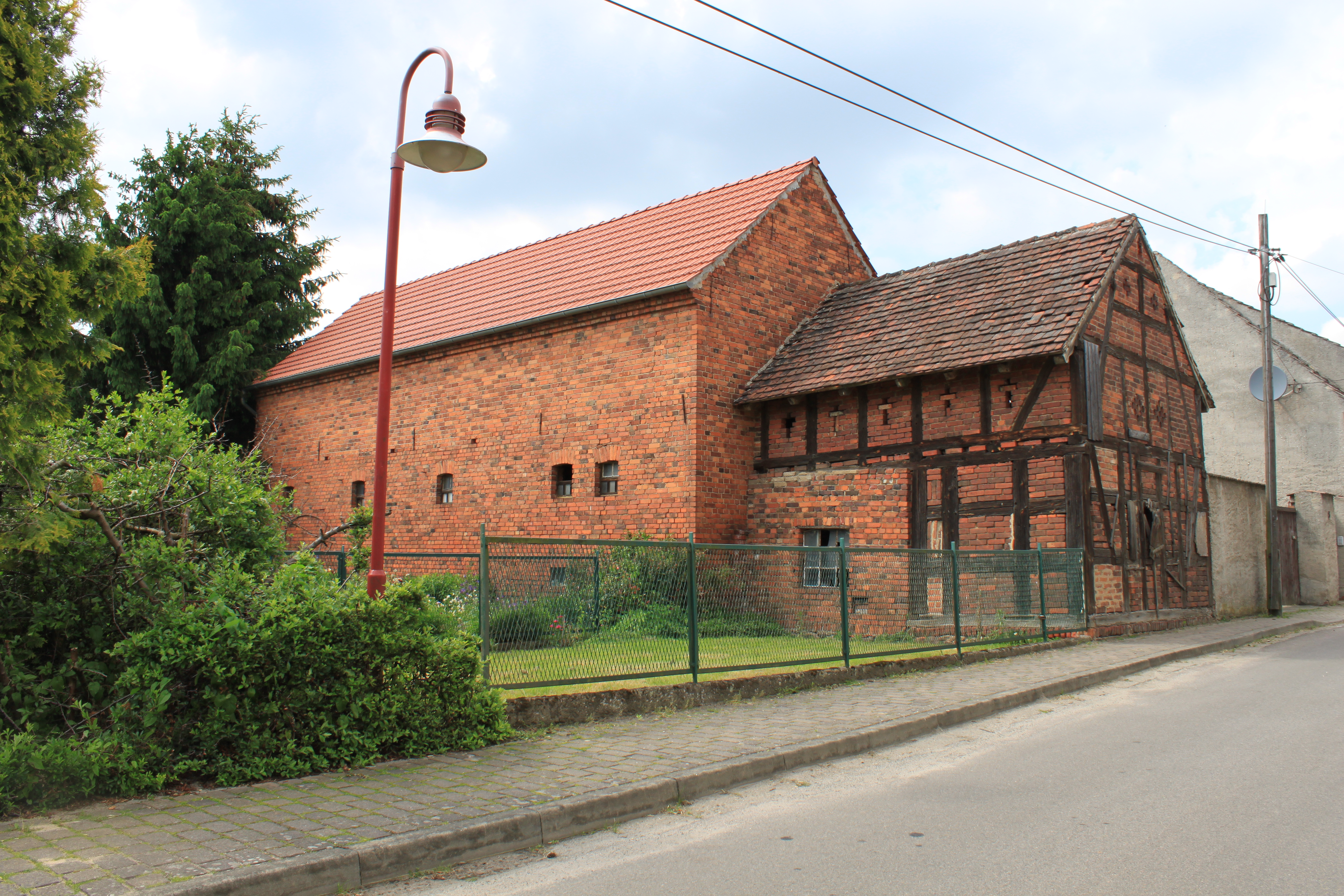
Fachwerkhaus auf alter Hufe

Der Ortsteil wurde urkundlich bereits 1346 als „Nawendorff“ erwähnt, was so viel wie „Neues Dorf“ bedeutet. Naundorf wurde als sogenanntes Sackgassendorf mit breitem Dorfanger angelegt.
Am Dorfanger befand sich bis vor einigen Jahren auch eine Wassermühle. In einem Verzeichnis von J. C. Schurich aus dem Jahr 1791 taucht die Mühle noch mit einem Gang auf. 1779 war sie im Besitz von Christian Gottfried Zscharnack. Eine weitere Erwähnung folgte im Jahre 1821. Die Mühle zu welcher auch eine Schneidemühle gehörte und die in einem Fachwerkbau untergebracht war, besaß ein oberschlächtiges Wasserrad.
Im an der Bundesstraße 87 gelegenen Gemeindeteil „Sand“ befindet sich eine Gaststätte. Ihr Ursprung geht auf eine Erbschänke zurück, welche bereits 1679 urkundlich erwähnt wurde und deren Standort ursprünglich im Dorf lag.
Von 1770 bis 1972 besaß Naundorf eine eigene Schule. Seit 1805 befindet sich am alten Schulgebäude eine Glocke.
Am 31. Dezember 2001 erfolgte der freiwillige Zusammenschluss mit den Nachbargemeinden Hillmersdorf und Stechau zur Gemeinde Fichtwald.

### Bevölkerungsentwicklung seit 1875
| 1875 | 370 |  | 1946 | 348 |  | 1989 | 241 |  | 1995 | 242 |
| 1890 | 370 |  | 1950 | 332 |  | 1990 | 243 |  | 1996 | 242 |
| 1910 | 300 |  | 1964 | 274 |  | 1991 | 240 |  | 1997 | 242 |
| 1925 | 273 |  | 1971 | 275 |  | 1992 | 245 |  | 1998 | 240 |
| 1933 | 251 |  | 1981 | 259 |  | 1993 | 240 |  | 1999 | 235 |
| 1939 | 231 |  | 1985 | 262 |  | 1994 | 243 |  | 2000 | 240 |

## Kultur und Sehenswürdigkeiten

### Bauwerke
In der Dorfstraße 22 befindet sich das denkmalgeschützte Gebäude eines einstigen Stallspeichers mit Oberlaube.
Außerdem befindet sich im Dorf ein Kriegerdenkmal in Form einer Stele zu Ehren der Gefallenen des Ersten Weltkrieges.
In der Dorfstraße 49 errichtet Steffen Modrach alias Victor Niklas auf einem 7000-m²-Grundstück das „Schloss Lilllliput“. Es handelt sich einerseits um ein Gesamtkunstwerk im Geiste von Friedensreich Hundertwasser, wobei Modrach hunderttausende von Einzelteilen wie Glassplitter, Löffel, Kaffeekannen und anderem Geschirr verarbeitet.

### Regelmäßige Veranstaltungen

#### Pfingstfest
Das Naundorfer Pfingstfest ist ein zu den Pfingstfeiertagen stattfindendes Dorffest, bei dem auf dem örtlichen Sportplatz am Pfingstsonntag durchgefeiert wird. In einem Partyzelt gibt es dazu Live-Musik und Aufführungen der Dorfbewohner. Ein Weiterer Bestandteil ist das traditionelle Fußballspiel gegen Mannschaften aus der unmittelbaren Umgebung seit 1978.

#### Osterfeuer
Das jährlich stattfindende Osterfeuer ist eine vor langer Zeit entstandene Tradition der Dorfbewohner. Der Brauch stammt aus alten Zeiten und diente dazu, den Winter zu vertreiben, zu verbrennen. Man glaubte vermutlich, dass der Schein des Feuers eine reinigende Wirkung hätte und die keimende Saat vor bösen Geistern schütze und so galten die Osterfeuer auch als Kult zur Sicherung der Fruchtbarkeit, des Wachstums und der Ernte, wobei die Asche auf die Felder verteilt wurde. Später wurde dieser Brauch von den Christen übernommen. Gefeiert wird er üblicherweise auf einer Agrarfläche mit typischen Osterbräuchen, wie Ostereier suchen sowie dem Anstoßen auf den neuen Zeitabschnitt mit Bier und Wein.

#### Naundorfer Plattenspielertage
Die Naundorfer Plattenspielertage sind das Musik-Event der Extraklasse. Bekannte DJs der Genres Minimal, Techno und Elektro-Sounds geben ihr Bestes um ein breites Publikum zu unterhalten. Das Event zeichnet sich durch erstklassige Unterhaltung, niedrige Preise und überragender Lokationsgestaltung aus und findet einmal jährlich auf dem Gelände des örtlichen Sportplatzes statt. Organisiert werden die Naundorfer Plattenspielertage ausschließlich durch die Mitglieder des ortsansässigen Jugendclubs.

### Vereine

#### Freiwillige Feuerwehr Naundorf
Die Freiwillige Feuerwehr Naundorf ist eine öffentliche Feuerwehr, die sich aus ehrenamtlichen Mitgliedern zusammensetzt. Sie sorgt für den Brandschutz und die allgemeine Hilfe. Im Jahr 2006 wurde der Freiwilligen Feuerwehr Naundorf ein neues Feuerwehrhaus übergeben, in welchem auch die monatlichen Versammlungen abgehalten werden.

##### Geschichte
| 1936–1945 | Bernhard Zaack    |
| 1945–1948 | Otto Freiwald     |
| 1948–1958 | Herbert Richter   |
| 1958–1966 | Wilfried Freiwald |
| 1966–1989 | Klaus Köllner     |
| 1989–2009 | Thomas Richter    |
| seit 2010 | Ralf Thiere       |

Im Jahr 1872 wurde in Naundorf erstmals eine Feuerwehr gegründet, deren Mitgliedschaft für die männlichen Bewohner des Ortes verpflichtend war. Seit 1936 wird hinsichtlich der demographischen sowie maschinellen Entwicklung auf eine verpflichtende Mitgliedschaft verzichtet. Das Jahr 1936 steht nun für eine ungezwungene Anteilnahme am Geschehen der neu gegründeten Freiwilligen Feuerwehr Naundorf.
Seit der Gründung 1872 verwendete die Feuerwehr in Naundorf die neu entwickelte Handdruckspritze, welche von dem Kupferschmiedemeister Heiligenstädt aus Herzberg erfunden, gebaut und vertrieben wurde. Gemäß den Umständen lieferten die Feuerwehren der nahen Herzberger Umgebung, so auch die Feuerwehr in Naundorf, eine entscheidende Grundlage für die Erprobung und Weiterentwicklung der neuen Spritztechnik. Um diese selbstständig beurteilen zu können, besuchte Heiligenstädt einmal pro Jahr den Ort um eine Spritzprobe durchzuführen und diese anschließend zu bewerten. Eine „Druckmannschaft“, die für die Bedienung der Handdruckspritze benötigt wurde, bestand aus acht Männern. Für jene Erfindung wurde Heiligenstädt der Kronenorden von Kaiser Wilhelm I. verliehen.
Am damaligen Spritzenhaus befand sich eine Tafel, auf welcher die Bereitschaft habenden Kameraden im Falle eines Notfalls aufgefordert wurden, mit ihrem Pferdegespann zu erscheinen, um die Spritze zu ziehen (z. B. Spritzenführer: Tanneberger).
Die erste motorbetriebene Spritze sowie die ersten Uniformen wurden 1957 erworben. Um den Erwerb jener Utensilien überhaupt realisieren zu können, wurde im gesamten Dorf Wurst und Fleisch gesammelt. Fungierend als gegenwärtiger Tauschpartner fand sich die Firma Koebe aus Luckenwalde und lieferte einen Motor aus einem äußerst empfindlichen 4-Zylinder-VW.
Seit dem Jahr 1972 besitzt die Freiwillige Feuerwehr Naundorf einen Tragkraftspritzenanhänger (TSA), welcher am 30. Dezember 1994 als Einsatzfahrzeug durch ein Tragkraftspritzenfahrzeug TSF-W Mercedes MB 614 D Vario ersetzt wurde und bislang als Feuerwehrfahrzeug dient.